# Grimmia attenuata
Grimmia attenuata là một loài Rêu trong họ Grimmiaceae. Loài này được (Müll. Hal. & Kindb.) Kindb. mô tả khoa học đầu tiên năm 1897.